# We Will Always Be Together
We Will Always be Together från 2004 är ett musikalbum med Putte Wickman och Jan Lundgren. Skivan släpptes till Wickmans 80-årsdag den 10 september 2004.

## Låtlista
1. We Will Always Be Together (Eddie Daniels) – 7:39
2. Marlowe's Theme (David Shire) – 5:17
3. Second Time First (Jan Lundgren) – 4:48
4. Spring Can Really Hang You Up the Most (Tommy Wolf/Fran Landesmann) – 8:55
5. Sail Away (Tom Harrell) – 7:18
6. Just a Child (Johnny Mandel) – 4:48
7. I Remember Bill (Don Sebesky) – 6:52
8. Con Alma (Dizzy Gillespie) – 6:54

## Medverkande
- Putte Wickman – klarinett
- Jan Lundgren – piano
- Jesper Lundgaard – bas
- Alex Riel – trummor